# Protivin
Protivin je obec v Chickasaw County v americkém státě Iowa. Bydlí zde asi 300 obyvatel, rozloha města je 1,2 km².

## Dějiny
Obec byla založena českými přistěhovalci okolo roku 1855 a dostala název po jihočeském městě Protivín. Jedinou dominantou a atrakcí této obce je kostel Nejsvětější Trojice z roku 1878 a České dny, které se konají každoročně v srpnu 2. či 3. víkend.